# Sagamité
Pour l’article homonyme, voir Lac de la Sagamité.
La sagamité est un mets autochtone d’Amérique du Nord. C'est un mélange bouilli de maïs et de poissons, de viandes ou de baies sous diverses formes auquel était souvent ajoutée de la graisse comme assaisonnement. Aujourd'hui, le mot sagamité désigne le plus souvent une soupe à base de maïs qui s'inspire du plat traditionnel.

## Les Autochtones et la sagamité

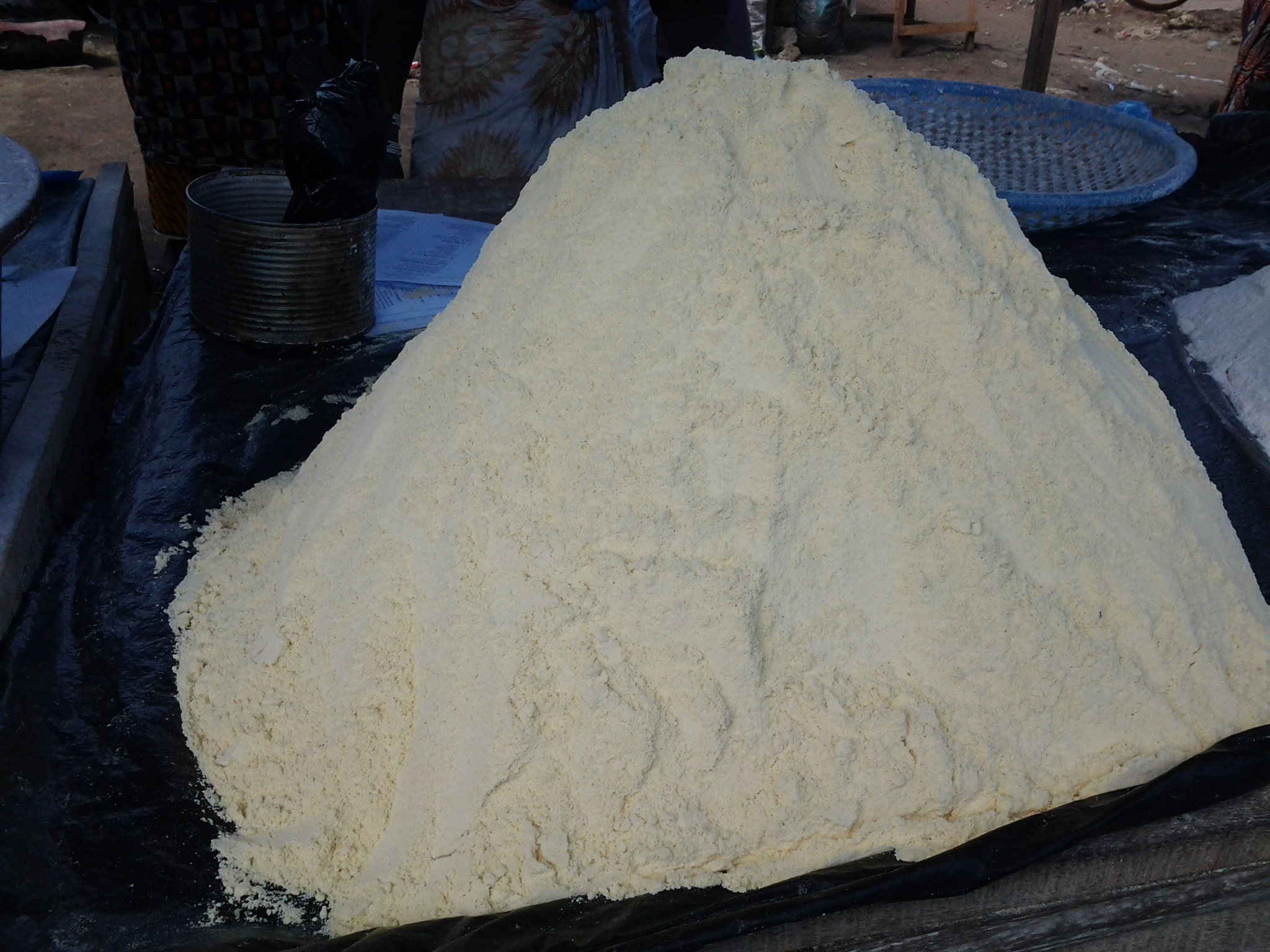
Farine de maïs.

L'utilisation de la bouillie de maïs sous une forme ou une autre semble s'étendre partout où la plante est cultivée avant la colonisation. Dans la région de la Vallée du Saint-Laurent, les premiers autochtones à cultiver le maïs sont les Iroquoiens du Saint-Laurent, qui préparaient une recette similaire à celle de la sagamité. Le terme sagamité vient quant à lui de sa désignation abénaquise, qui signifie "bouillon ou de la bouillie". Alors que les groupes algonquiens vivaient surtout de la chasse, de la cueillette et de la pêche, il est possible de comprendre que leur utilisation de la farine de maïs provenait principalement d'un réseau d'échanges avec les peuples qui pratiquaient l'agriculture comme les groupes iroquoiens.
Les Français auront tendance à nommer « sagamité » toute concoction de bouillie de maïs faite dans un seul pot, et les relations qu'ils entretiendront avec les peuples autochtones sur l'immense territoire de la Nouvelle-France vont identifier ce qui était probablement une multitude de plats à l'aide du terme algonquien « sagamité ». C'est ce qui explique sans doute que le mot sagamité se soit répandu dans toutes les régions de l'empire français sans pour autant toujours désigner le même plat .

## Les Français et la sagamité
La première description écrite en français de la sagamité est fournie par la relation du voyage de Jacques Cartier en 1535 dans laquelle il est écrit : « Ils font pareillement force potages dudit blé et de fèves et pois, desquels ils ont assez et aussi grosses concombres et autres fruits ». Les colons français qui commenceront à s'établir dans la Vallée du Saint-Laurent au XVIIe siècle feront également état de la consommation de sagamité par les premières nations. Selon une description des archives de L'Hôtel-Dieu de Montréal : « Ce viand délectable était composé d'un minot et demi (environ soixante litres) de maïs, des morceaux de viande de bœuf, deux de bons gros chiens, deux bons gros chats, et un peu d'égouttement de bœuf, le tout bouilli ensemble pendant des heures. L'enregistrement continue, que ce mélange était excellente à leur goût et non au nôtre . »
Ce mets est également employé par Alain-René Lesage dans son livre Les Aventures de Monsieur Robert Chevalier, dit de Beauchêne, capitaine de flibustiers dans la Nouvelle-France (1732)

La cuisine autochtone trouve encore peu d'adeptes chez les Français de l'époque, qui tendent à affirmer la supériorité de la cuisine européenne. Les nouveaux arrivants reprochent aux recettes de sagamité leur absence de sel (les autochtones ne le connaissent pas avant la colonisation, et le refusent souvent par la suite) et l'utilisation d'ingrédients peu communs en Europe comme la graisse d'ours et la viande de chien. La missionnaire mère Marie de l'Incarnation décrit la recette adaptée de sagamité qu'elle sert aux invités algonquins de son couvent en 1640 :
Il me semble que lorsque nous faisons festin à nos sauvages, et que, pour en traiter splendidement soixante ou quatre-vingts on n'y emploie qu'environ un boisseau de pruneaux noirs, quatre pains de six livres pièce, quatre mesures de farine de pois ou de blé d'Inde, une douzaine de chandelles de suif fondues, deux ou trois livres de gros lard, afin que tout soit bien gras, car c'est ce qu'ils aiment, il me semble, dis-je, que l'on doit déplorer les grandes superfluités du monde, puisque si peu de chose est capable de contenter et de ravir d'aise ces pauvres gens, parmi lesquels néanmoins il y a des capitaines qui, à leur égard, passent pour des princes et des personnes de qualité. Et cependant ce festin que je viens de décrire et qui leur sert tout ensemble de boire et de manger, est un de leurs plus magnifiques repas. Voilà comme on les gagne, et comme à la faveur d'un appât matériel on les attire à la grâce de Jésus-Christ.
Peu à peu, la sagamité — comme d'autres plats — deviendra une manière importante pour les Français d'interagir avec leurs alliés autochtones. Les jésuites seront d'ailleurs parmi les premiers à adopter le mets comme une forme de vœu de pauvreté dans leurs missions. Comme l'explique Stéphanie Chaffray : « L'adaptation à la nourriture autochtone devient un élément du discours évangélisateur, elle permet aux missionnaires de prouver leur capacité à se fondre dans la culture de l'autre. » Par la suite, les voyageurs et les administrateurs qui participeront à la traite des fourrures dans le Pays-d'en-Haut n'auront d'autre choix que de partager leur nourriture avec les Autochtones pour des raisons politiques, commerciales et diplomatiques. Pour les Français qui fréquentent ces régions, la cuisine autochtone devient une forme d'adaptation au territoire et la sagamité fait partie des mets prisés.

## Le déclin du plat
Les voyageurs, les missionnaires et les militaires seront les principaux Européens à manger de la sagamité, mais ce mets pauvre et pratique devient également populaire en Louisiane à partir du début du XVIIIe siècle pour servir de nourriture aux esclaves. Pour les mêmes raisons économiques, le plat deviendra populaire chez les paysans canadiens qui en consomment encore jusqu'à la fin du XIXe siècle. Dans son récit de voyage de 1861, Johann Georg Kohl, historien, géographe et auteur de récits de voyage, fait d'ailleurs état du caractère répandu de ce plat qu'il appelle le « met national indien » chez les paysans canadiens.
Chez les Américains durant la même période, la consommation de sagamité semble peu répandue. Il faut aller du côté des populations cajuns de la Louisiane pour retrouver des traces du plat dans la culture orale, bien qu'il semble aujourd'hui avoir disparu des pratiques culinaires de la population générale.
Dès la deuxième moitié du XIXe siècle, l'expansion de la colonisation va peu à peu changer les modes de vie des autochtones et des colons qui se tourneront de plus en plus vers d'autres sources alimentaires que le maïs. La farine de blé vient remplacer la farine de maïs à mesure que les premières nations perdent leur accès aux terres cultivables ou s'intègrent à l'agriculture commerciale. D'une même manière, la production locale de farine de maïs par les paysans canadiens sera supplantée par l'arrivée massive de farine de blé en provenance des plaines de l'Ouest dont l'agriculture se développe rapidement à partir de la fin du XIXe siècle. Cette industrialisation progressive de l'alimentation signera essentiellement la mort de la sagamité, qui avait été par le passé un des plats les plus communs et des plus typiques du Canada.

## Retour timide auXXIesiècle

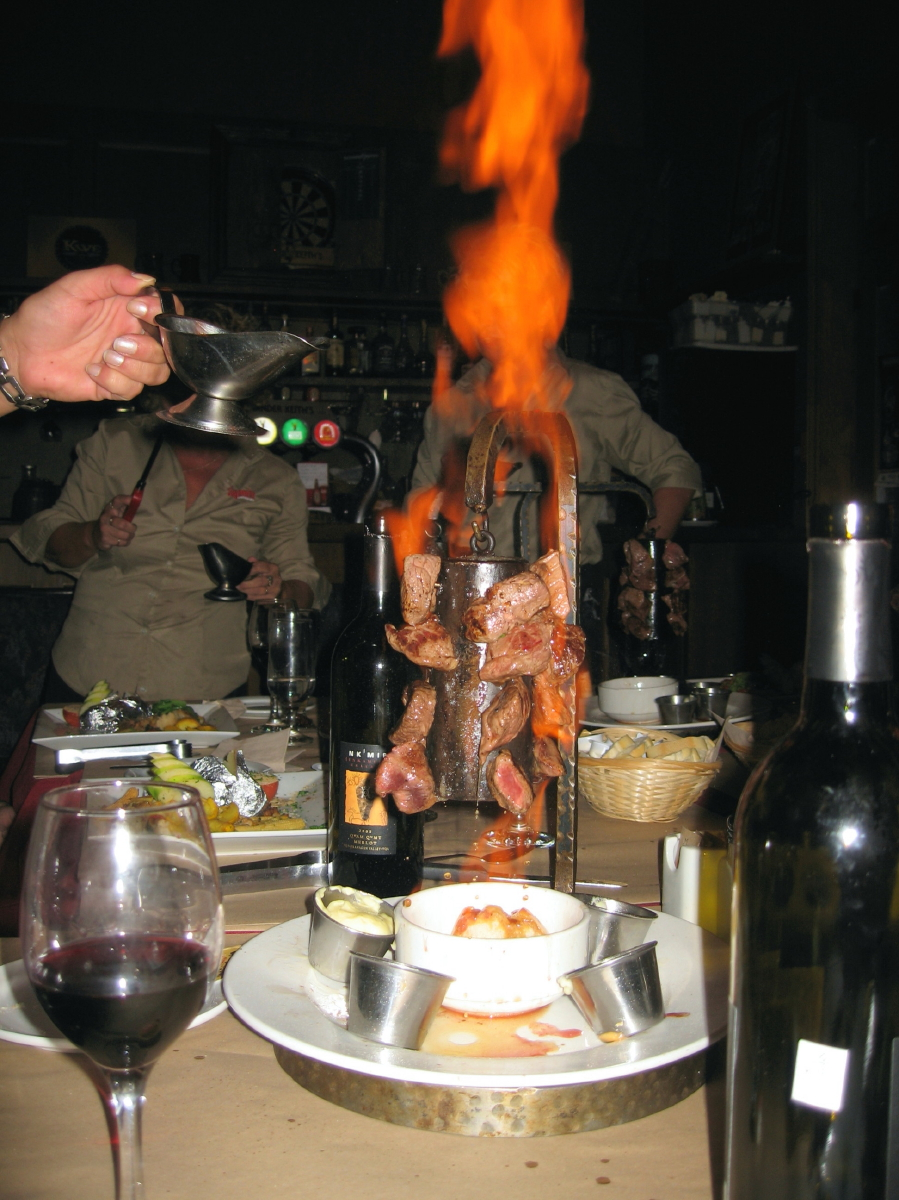
Restaurant « Sagamite », réserve Wendake, Québec, Canada.

Depuis quelques années, plusieurs chefs se sont intéressés à la sagamité pour mettre en valeur la cuisine traditionnelle autochtone ou québécoise. Un restaurant fondé en 1999 sur la réserve huronne-wendate de Wendake par Steeve Gros-Louis et Niva Sioui porte d'ailleurs le nom du plat. La sagamité n'a cependant jamais retrouvé sa popularité d'antan et il est encore peu usité de la rencontrer sur la table des particuliers.

### La sagamité sous d'autres formes
D'autres cuisines du Nouveau Monde ont des plats qui s'apparentent à la sagamité tels que le pozole au Mexique, le macque choux en Louisiane et le ticuco au Honduras. En Italie, la polenta est également préparée sur le même principe que la sagamité, c'est-à-dire à base de farine de maïs, d'eau et d'un corps gras.